# Wydział Nauk o Zdrowiu Uniwersytetu Mikołaja Kopernika
Wydział Nauk o Zdrowiu Uniwersytetu Mikołaja Kopernika – jeden z 16 wydziałów Uniwersytetu Mikołaja Kopernika w Toruniu, wchodzący w skład Collegium Medicum im. Ludwika Rydygiera w Bydgoszczy.

## Historia
Wydział Nauk o Zdrowiu jest najmłodszym z wydziałów działających W Akademii Medycznej w Bydgoszczy, a później, po połączeniu z Uniwersytetem Mikołaja Kopernika, w ramach Collegium Medicum UMK.
Wydział Pielęgniarski powstał w Akademii Medycznej w Bydgoszczy decyzją ministra zdrowia i opieki społecznej z dnia 6 czerwca 1997 roku. Kierunkiem nauczanym na wydziale było pielęgniarstwo. W ciągu następnych lat wydział intensywnie się rozwijał, co doprowadziło do zmiany nazwy w 2002 roku na Wydział Nauk o Zdrowiu.

## Kierunki kształcenia

### Studia jednolite magisterskie:[2]
- Fizjoterapia

### Studia I stopnia:[3]
- Terapia zajęciowa
- Audiofonologia
- Elektrokardiologia
- Dietetyka
- Pielęgniarstwo

- Położnictwo
- Ratownictwo medyczne

### Studia II stopnia:[4]
- Zdrowie publiczne
- Pielęgniarstwo
- Dietetyka
- Położnictwo

## Struktura wydziału
| Katedra                                                                                       | Kierownik                                   |
| --------------------------------------------------------------------------------------------- | ------------------------------------------- |
| Katedra Badania Narządów Zmysłów                                                              | prof. dr hab. Jakub Kałużny                 |
| Katedra Chirurgii Onkologicznej                                                               | p.o. prof. dr hab. Wojciech Zegarski        |
| Katedra Chorób Naczyń i Chorób Wewnętrznych                                                   | dr hab. Jacek Budzyński                     |
| Katedra Diagnostyki Obrazowej                                                                 | dr hab. Bogdan Małkowski                    |
| Katedra Ekonomiki Zdrowia                                                                     | p.o. dr hab. Zofia Wyszkowska               |
| Katedra Fizjoterapii                                                                          | prof. dr hab. Aleksander Goch               |
| Katedra Gastroenterologii i Zaburzeń Odżywiania                                               | prof. dr hab. Maria Kłopocka                |
| Katedra Geriatrii                                                                             | prof. dr hab. Kornelia Kędziora-Kornatowska |
| Katedra Higieny, Epidemiologii, Ergonomii i Kształcenia Podyplomowego                         | prof. dr hab. Jacek J. Klawe                |
| Katedra Kardiologii i Farmakologii Klinicznej                                                 | prof. dr hab. Grzegorz Grześk               |
| Katedra Medycyny Ratunkowej                                                                   | p.o. dr Ahmad El-Essa                       |
| Katedra Nauk Społecznych i Medycznych                                                         | dr hab. Halina Zielińska-Więczkowska        |
| Katedra Neurochirurgii i Neurologii                                                           | p.o. dr hab. Paweł Sokal                    |
| Katedra Neuropsychologii Klinicznej                                                           | prof. dr hab. Alina Borkowska               |
| Katedra Onkologii                                                                             | dr hab. Krzysztof Roszkowski                |
| Katedra Opieki Paliatywnej                                                                    | prof. dr hab. Małgorzata Krajnik            |
| Katedra Ortopedii i Traumatologii Narządu Ruchu                                               | dr hab. Przemysław Paradowski               |
| Katedra Otolaryngologii, Foniatrii i Audiologii                                               | dr hab. Paweł Burduk                        |
| Katedra Perinatologii, Ginekologii i Ginekologii Onkologicznej                                | p.o. dr hab. Maciej W. Socha                |
| Katedra Pielęgniarstwa Zabiegowego                                                            | prof. dr hab. Maria Szewczyk                |
| Katedra Pielęgniarstwa Zachowawczego                                                          | prof. dr hab. Andrzej Kurylak               |
| Katedra Podstaw Prawa Medycznego                                                              | prof. dr hab. Bogusław Sygit                |
| Katedra Podstaw Umiejętności Klinicznych i Kształcenia Podyplomowego Pielęgniarek i Położnych | dr hab. Anna Andruszkiewicz                 |
| Katedra Promocji Zdrowia                                                                      | prof. dr hab. Aldona Kubica                 |
| Katedra Rehabilitacji                                                                         | prof. dr hab. Wojciech Hagner               |
| Katedra Reumatologii i Układowych Chorób Tkanki Łącznej                                       | prof. dr hab. Sławomir Jeka                 |
| Katedra Urologii                                                                              | p.o. dr Piotr Jarzemski                     |
| Katedra Żywienia i Dietetyki                                                                  | dr hab. Cezary Popławski                    |

## Władze dziekańskie
W kadencji 2024–2028:
| Stanowisko                            | Imię i nazwisko                          |
| ------------------------------------- | ---------------------------------------- |
| Dziekan                               | prof. dr hab. Paweł Zalewski             |
| Prodziekan ds. organizacyjnych i kadr | dr hab. Damian Czarnecki, prof. UMK      |
| Prodziekan ds. nauki i rozwoju        | prof. dr hab. Aldona Kubica              |
| Prodziekan ds. kształcenia            | dr hab. Magdalena Weber-Rajek, prof. UMK |
| Prodziekan ds. studenckich            | dr Anita Gałęska-Śliwka                  |